# Liste der Fornminnen in Sundsvall

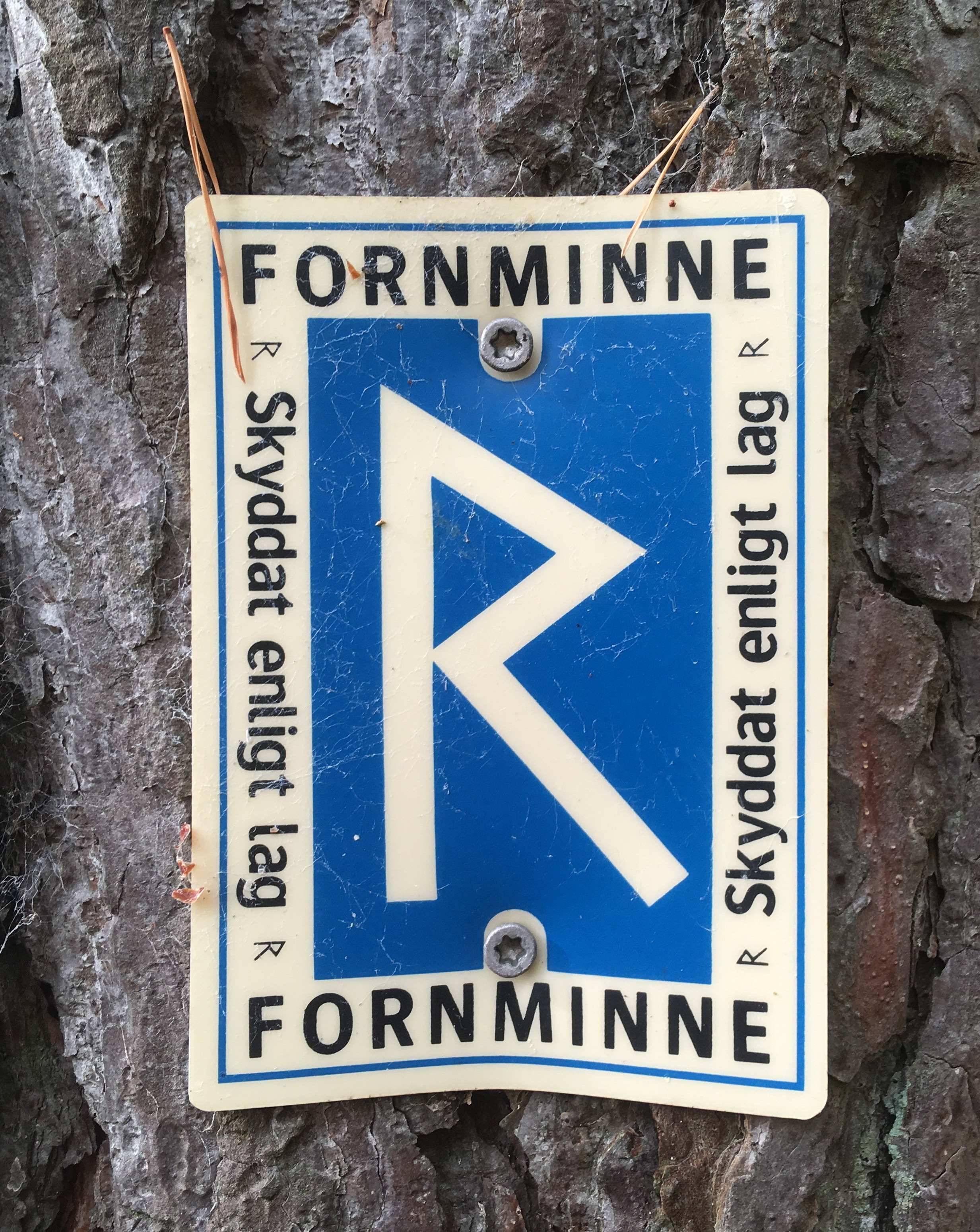
Zeichen für „Fornminnen“ in Schweden

Diese Liste der Fornminnen in Sundsvall zeigt die „Alten/antiken Denkmale“ (schwedisch fornminnen) im ehemaligen Socken Sundsvall in der heutigen Gemeinde Sundsvall der schwedischen Provinz Västernorrlands län, sie ist eine Teilliste der „Liste der Fornminnen in Västernorrland“. Die Aufteilung basiert auf der historischen Zuordnung der Gebiete in Socken (siehe auch) und der Einteilung des Zentralamts für Denkmalpflege Riksantikvarieämbetet (RAÄ). Es werden die Fornminnen aufgeführt, die auf dem Suchdienst „Fornsök“ registriert sind, welcher weitere Informationen zu den bekannten kulturhistorischen Überresten in Schweden enthält.

## Begriffserklärung
Fornminnen (schwedisch für alte/antike Denkmale oder archäologische Funde) sind in Schweden alte Objekte und archäologische Funde (Fornlämningar), welche die Überreste menschlicher Aktivitäten in der Vergangenheit bezeichnen, die durch frühere Nutzung entstanden sind und dauerhaft aufgegeben wurden. Dabei gilt für Fornminnen, die vor 1850 entstanden sind, dass sie automatisch durch das Gesetz geschützt sind. Aber auch jüngere Überreste können zu Bodendenkmalen erklärt werden, wenn sie sich an ihrem ursprünglichen Standort befinden und weitgehend erdgebunden sind. Als Fornminnen zählen u. a. Siedlungen und Siedlungsreste aus prähistorischer Zeit, Gräber und Grabstätten, Burgruinen, Ruinen von Klöstern, Kirchen und Schlössern, Steine und Felsen mit Inschriften und Bildern (z. B. Runensteine und Petroglyphen), insofern sie nicht schon als Einzeldenkmal unter Byggnadsminnen (schwedisch für Baudenkmale) oder kyrkliga Kulturminnen (schwedisch für kirchliches Kulturgut) ausgewiesen sind.

## Legende
| ID           | = | ID.Nr. des Denkmalregisters (Fornsök) im schwedische Amt für nationales Kulturerbe (Riksantikvarieämbetet (RAÄ)) |
| Lage         | = | Koordinatenangabe des Standorts                                                                                  |
| Bezeichnung  | = | Bezeichnung des Denkmalobjekts (auch RAÄ-Nr.)                                                                    |
| Beschreibung | = | Name (Denkmaltyp/Dokumentenverweis im Arkivsök) sowie eine kurze Beschreibung des Objekts                        |
| Bild         | = | Bild des Objekts sowie Verweis auf weitere Bilder                                                                |

## Liste Fornminnen Sundsvall
| ID             | Lage    | Bezeichnung (RAÄ-Nr.)    | Beschreibung | Bild           |
| -------------- | ------- | ------------------------ | --- | -------------- |
| 10249700010001 | (Karte) | Sundsvall 1:1            | Sundsvall 1:1 (Gräberfeld / L1935:6254) etwa rundes (50 x 40 m) Gräberfeld im Westen der Insel Tjuvholmen im Sundsvallfjärden; bestehend aus 10 archäologischen Funden, darunter 3 runde (6-10 m Durchmesser) Steinhügelgräber, ein langgestrecktes (10 x 2,5 m) sowie 5-6 ovale (zwischen 2-4 x 4-6 m groß) Hügelgräber und weiteren auffälligen nicht genau definierten Steinstrukturen. | Weitere Bilder |
| 10249700020001 | (Karte) | Sundsvall 2:1            | Sundsvall 2:1 (Gräberfeld / L1935:6277) ovales (90 x 30 m) Gräberfeld im Osten der Insel Tjuvholmen im Sundsvallfjärden; bestehend aus 7 runden Grabhügeln mit Durchmessern von 5-7 m, alle haben mittig eine deutliche Grube, ein Grabhügel weist eine zisternenartige Struktur auf, tw. sind größere (bis zu 1,5 m) Felsblöcke vorhanden, das Gebiet ist leicht bewachsen. | Weitere Bilder |
| 10249700030001 | (Karte) | Sundsvall 3:1            | Sundsvall 3:1 (Hügelgrab / L1935:6250) westliches von zwei runden Hügelgräbern zwischen Tegelbruksgatan und Sidsjövägen im Sundsvaller Stadtteil Sidsjö; etwa 14 m Durchmesser und 1,2 m hoch, leicht eingeebneter Kamm mit Rasen bewachsen, etwa 10 m östlich davon befindet sich Hügelgrab Sundsvall 3:2 (L1935:6825) | Weitere Bilder |
| 10249700030002 | (Karte) | Sundsvall 3:2            | Sundsvall 3:2 (Hügelgrab / L1935:6825) östliches von zwei runden Hügelgräbern zwischen Tegelbruksgatan und Sidsjövägen im Sundsvaller Stadtteil Sidsjö; etwa 10 m Durchmesser und nur noch 0,5 m hoch, Ränder und Kuppe abgeflacht mit Rasen bewachsen, etwa 10 m westlich davon befindet sich Hügelgrab Sundsvall 3:1 (L1935:6250). Zusammen bilden die Hügelgräber die Überreste eines einstigen Lagers aus der nordischen Eisenzeit (um 1050), was Funde von Knochenresten und Bronzeschnitzereien bei Ausgrabungen in den 1990er Jahren nachwiesen.                                                                                                 | Weitere Bilder |
| 10249700040001 | (Karte) | Sundsvall 4:1            | Sundsvall 4:1 (Hügelgrab / L1935:6892) Beschreibung ergänzen | Weitere Bilder |
| 10249700060001 | (Karte) | Sundsvall 6:1            | Sundsvall 6:1 (Hügelgrab / L1935:6198) zwei runde Hügelgräber (6 und 7 m Durchmesser) im Wohngebiet des Sundsvaller Stadtteil Böle (im Südwesten der Stadt) zwischen den Straßen Klissvägen und Bölevägen, leicht beschädigt durch Abtragungen und tw. mit neueren Steinen aufgefüllt. (früher getrennt auch als Sundsvall 6:2 registriert, seit 2018 gemeinsam aufgeführt) | Weitere Bilder |
| 10249700070001 | (Karte) | Sundsvall 7:1            | Sundsvall 7:1 (Gedenkstein / L1935:6282) Gedenkstein auf einem Grabhügel (als „schwedisch Rysshögen“ bezeichnet), siehe auch Sundsvall 7:2 (L1935:6283); vor dem südöstlichen Eingang zum „Gustav-Adolf-Friedhof“ am Kronolottsvägen in Sundsvall; der aufrechtstehende behauene Gneisblock (etwa 2,6 m hoch und bis 0,9 m breit) mit Inschrift und Jahresmarke „1909“ steht auf einem Betonsockel und ist mit Ketten umzäunt, deren Pfosten aus in den Boden versenkten Kanonenrohren besteht. Die Inschrift ist in Form einer Schlange nach Süden angebracht und lautet: „ÅT. 1809. ÅRS. LANDTVÄRNSMÄN X MEDELPADS.FORNMINNESFÖRENING. RESTE. VÅRDEN“ | Weitere Bilder |
| 10249700070002 | (Karte) | Sundsvall 7:2 Rysshögen  | Sundsvall 7:2 (Hügelgrab / L1935:6283) runder (etwa 24 m Durchmesser) Grabhügel (als „schwedisch Rysshögen“ bezeichnet) vor dem südöstlichen Eingang zum „Gustav-Adolf-Friedhof“ am Kronolottsvägen in Sundsvall; der grasbewachsene Hügel ist etwa 3,5 m hoch und oben steht der Gedenkstein Sundsvall 7:1 (L1935:6282), lt. früheren Aufzeichnungen sollen es ehemals 3 Hügel gewesen sein. | Weitere Bilder |
| 10249700120001 | (Karte) | Sundsvall 12:1 Kumoröset | Sundsvall 12:1 (Steinhügelgrab / L1935:6429) Steinhügelgrab (ehemalige Abmessungen 17,5 x14,5 m und ca. 1,1 m hoch) mit Steinkammergrab, welches allerdings bereits um 1900 untersucht (als „schwedisch Kumoröset“ bezeichnet) und wahrscheinlich beim Straßenausbau tw. entfernt wurde. Es befindet sich auf einem schmalen Streifen in einem felsigen Gelände zwischen der E 4 im Westen und der Kustvägen im Osten etwa 1,3 km südlich des Sundsvaller Stadtteil Skönsmon, es sind heute noch Reste des Hügels und der benachbarten Steinsetzung Sundsvall 12:2 (L1935:6504) zu sehen.                                                               | Weitere Bilder |
| 10249700120002 | (Karte) | Sundsvall 12:2           | Sundsvall 12:2 (Steinsetzung / L1935:6504) runde (etwa 9 m Durchmesser) Steinsetzung mit in mehreren Reihen verlegten größeren (bis zu 1 m) Steinen und mittig mit (etwa 2 m Durchmesser) Grube, ca. 35 m nordöstlich des Hügelgrab Sundsvall 12:1 (L1935:6429) im felsigen Streifen zwischen der E 4 im Westen und der Kustvägen im Osten etwa 1,3 km südlich des Sundsvaller Stadtteil Skönsmon. Wahrscheinlich beim Straßenausbau beschädigt und heute tw. verschüttet und bewachsen. | Weitere Bilder |
| 10249700140001 | (Karte) | Sundsvall 14:1           | Sundsvall 14:1 (Steinhügelgrab / L1935:7039) Beschreibung ergänzen | Weitere Bilder |
| 10249700140002 | (Karte) | Sundsvall 14:2           | Sundsvall 14:2 (Steinhügelgrab / L1935:6560) Beschreibung ergänzen | Weitere Bilder |
| 10249700140003 | (Karte) | Sundsvall 14:3           | Sundsvall 14:3 (Steinhügelgrab / L1935:7093) Beschreibung ergänzen | Weitere Bilder |
| 10249700140004 | (Karte) | Sundsvall 14:4           | Sundsvall 14:4 (Steinsetzung / L1935:7114) Beschreibung ergänzen | Weitere Bilder |
| 10249700150001 | (Karte) | Sundsvall 15:1           | Sundsvall 15:1 (Steinhügelgrab / L1935:7172) Beschreibung ergänzen | Weitere Bilder |
| 10249700150002 | (Karte) | Sundsvall 15:2           | Sundsvall 15:2 (Steinhügelgrab / L1935:7115) Beschreibung ergänzen | Weitere Bilder |
| 10249700160001 | (Karte) | Sundsvall 16:1           | Sundsvall 16:1 (Steinsetzung / L1935:6486) Beschreibung ergänzen | Weitere Bilder |
| 10249700190001 | (Karte) | Sundsvall 19:1           | Sundsvall 19:1 (Steinhügelgrab / L1935:912) Beschreibung ergänzen | Weitere Bilder |
| 10249700190002 | (Karte) | Sundsvall 19:2           | Sundsvall 19:2 (Steinsetzung / L1935:1455) Beschreibung ergänzen | Weitere Bilder |
| 10249700200001 | (Karte) | Sundsvall 20:1           | Sundsvall 20:1 (Steinhügelgrab / L1935:1129) Beschreibung ergänzen | Weitere Bilder |
| 10249700200002 | (Karte) | Sundsvall 20:2           | Sundsvall 20:2 (Steinhügelgrab / L1935:1127) Beschreibung ergänzen | Weitere Bilder |
| 10249700200003 | (Karte) | Sundsvall 20:3           | Sundsvall 20:3 (Steinhügelgrab / L1935:1128) Beschreibung ergänzen | Weitere Bilder |
| 10249700230001 | (Karte) | Sundsvall 23:1           | Sundsvall 23:1 (Hügelgrab / L1935:6251) rundes (etwa 9 m Durchmesser) Hügelgrab mit ca. 1 m Höhe auf der Südseite des Sidsjövägen am Nordufer des Sees Sidsjön im gleichnamigen Sundsvaller Stadtteil; nur etwa 60 m südlich von Sundsvall 3:1 / Sundsvall 3:2 gelegen, steht es wahrscheinlich im Zusammenhang mit den bronzezeitlichen Funden dort. Heute befindet sich daneben ein Parkplatz, wodurch die Grabstelle leicht beschädigt und bewachsen ist. | Weitere Bilder |
| 18000000067959 | (Karte) | Sundsvall 97             | Sundsvall 97 (Schiffswrack / L1934:530) Schiffswrack eines gesunkenen Schiff in 17 m Tiefe, etwa 20 m lang und 5,7 m breit; befindet sich etwa 400 m vor der Küste Sundsvalls und 130 m südwestlich vom Westkap der Insel Tjuvholmen mit dem Leuchtfeuer „Tjuvholmens fyr“. (Bildnachweis) | Weitere Bilder |
| 12000000081897 | (Karte) | Sundsvall 101            | Sundsvall 101 (Siedlungsplatz / L1934:626) Reste eines ehemaligen prähistorischen Siedlungsplatz am Südrand des Sundsvaller Stadtteil Böle (südlich neben Grundstück Klissvägen 15d), ca. 110 x 40 m groß, bestehend aus mehreren Fundstücken von geschlagenen Feuer- und Quarzsteinen sowie Knochenfunden. Etwa 250 m südwestlich am Bachlauf befinden sich noch zwei bisher nicht näher untersuchte Fossilienfelder Sundsvall 186 (L1934:2374) und Sundsvall 197 (L1934:2434), welche im Zusammenhang stehen könnten. | Weitere Bilder |